# Giancarlo Casiraghi
Giancarlo Casiraghi, né le 25 avril 1956 à Sovico (Lombardie), est un coureur cycliste italien, professionnel de 1978 à 1984. 

## Palmarès
- 1974
  - 3e de la Coppa d'Inverno
- 1976
  - 2e de la Coppa d'Inverno
- 1977
  - 2e du Giro del Valdarno
  - 2e du Trophée Alberto Triverio
- 1980
  - Prologue du Tour d'Andalousie (contre-la-montre par équipes)
- 1981
  - 2e de la Coppa Sabatini

## Résultats sur les grands tours

### Tour d'Italie
7 participations
- 1978 : 24e
- 1979 : 63e
- 1980 : 28e
- 1981 : 24e
- 1982 : 53e
- 1983 : 90e
- 1984 : 91e